# Alysia micans
Alysia micans är en stekelart som först beskrevs av Henry Lorenz Viereck 1903.  Alysia micans ingår i släktet Alysia och familjen bracksteklar. Inga underarter finns listade i Catalogue of Life.